# Sabina (Ohio)
Sabina é uma vila localizada no estado norte-americano de Ohio, no Condado de Clinton.

## Demografia
Segundo o censo norte-americano de 2000, a sua população era de 2780 habitantes.
Em 2006, foi estimada uma população de 2846, um aumento de 66 (2.4%).

## Geografia
De acordo com o United States Census Bureau tem uma área de
3,3 km², dos quais 3,3 km² cobertos por terra e 0,0 km² cobertos por água. Sabina localiza-se a aproximadamente 323 m acima do nível do mar.

## Localidades na vizinhança
O diagrama seguinte representa as localidades num raio de 20 km ao redor de Sabina.